# Dolina Wierchcicha

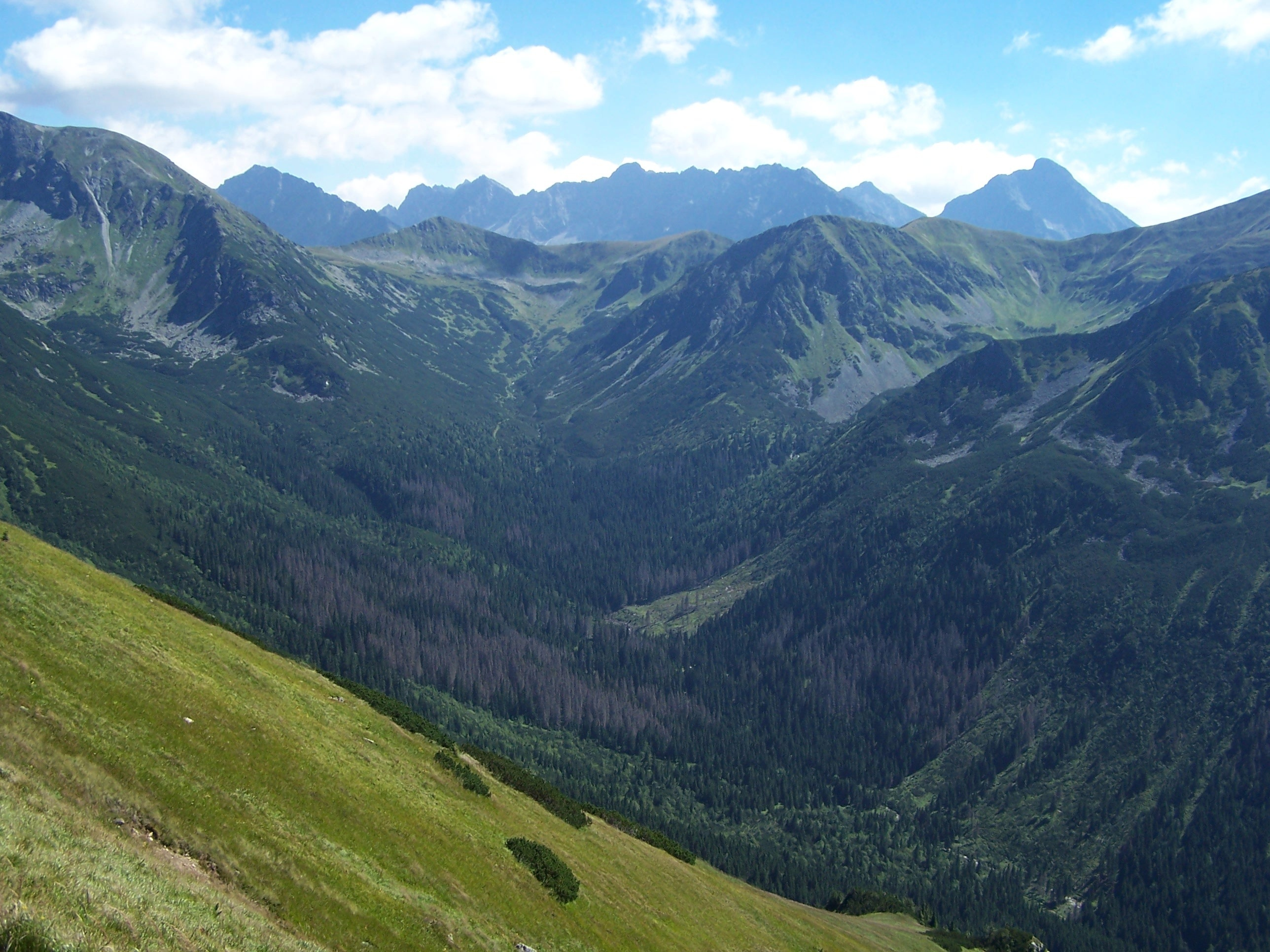
Widok z Suchych Czub

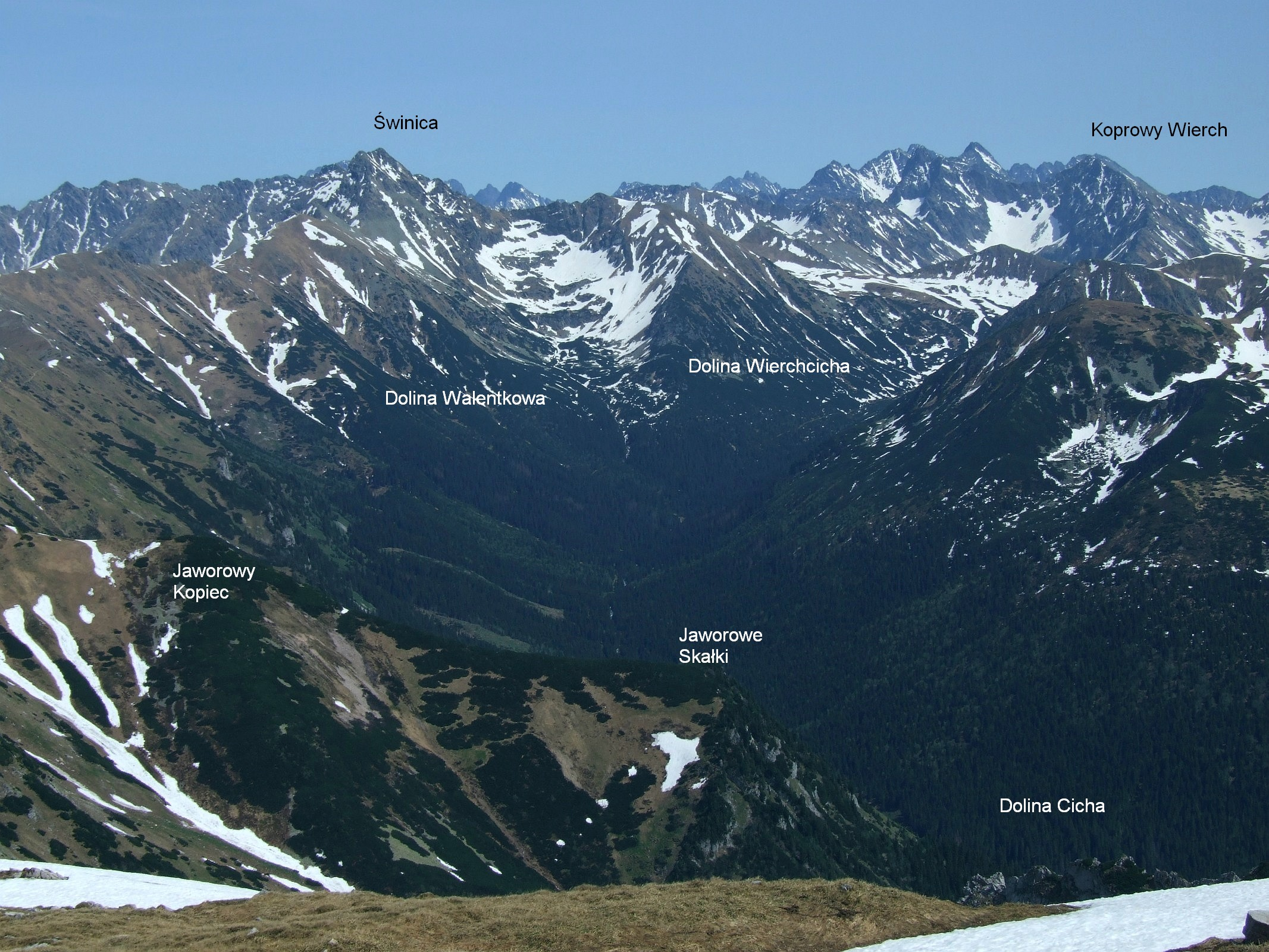
Dolina Walentkowa i Wierchcicha, widok z Małołączniaka

Dolina Wierchcicha (słow. Zadná Tichá dolina) – górna część Doliny Cichej (Tichá dolina). Położona jest na terenie słowackich Tatr, pod ich główną granią. W górnej części odchodzi od niej w kierunku wschodnim odgałęzienie – Dolina Walentkowa (Valentkova dolina, Kamenná Tichá dolina).

## Topografia
Od południa nad doliną zawieszone są niewielkie dolinki boczne:
- Wielkie Rycerowe (Zadné Licierovo), które podchodzi pod Wielką Kopę Koprową (Veľká kopa, 2052 m n.p.m.) pomiędzy szczytami Magury Rycerowej (1907 m), Rycerowej Kopy (Licierova kopa, Magura, 1901 m) i Zadniej Rycerowej Kopy (Zadná Licierova kopa, 1958 m),
- Zadnie Rycerowe (Temná Tichá dolina), otoczona szczytami Zadniej Rycerowej Kopy, Wielkiej Garajowej Kopy (Veľká Garajova kopa, 1969 m), Zadniej Garajowej Kopy (Tichý kopec, Zadná Garajova kopa, 1949 m) i Małej Garajowej Kopy (Malá Garajova kopa, 1929 m).

Dolina Wierchcicha graniczy:
- od południa i południowego wschodu z Doliną Koprową (Kôprová dolina), rozdziela je odchodząca od Gładkiego Wierchu grań Liptowskich Kop (Liptovské kopy) ze szczytami: Wielka Kopa Koprowa i Cichy Wierch (Tichý vrch, 1979 m),
- od wschodu z położoną na terenie Polski Doliną Pięciu Stawów Polskich, rozdziela je odcinek głównej grani Tatr od Gładkiego Wierchu (Hladký štít, 2065 m) do Walentkowego Wierchu (Valentková, 2156 m),
- od północy z należącą do niej Doliną Walentkową, rozdziela je grań Walentkowego Wierchu.

## Opis doliny
Nazwa Wierchcicha oznacza górną część Doliny Cichej. Dawniej używano też nazwy „Wiercicha”. Dolina tworzy dwa piętra, przegradzający je próg jest słabo zaznaczony. Nieckowate dolne piętro jest podmokłe i przegrodzone wałem morenowym rozmytym przez wody. Górne piętro tworzy kilka wyrównanych tarasów nachylonych nieco ku dolinie. Przez dolinę przepływa górny odcinek Cichej Wody Liptowskiej – Zadná Tichá, potok spływający spod Gładkiej Przełęczy. Zasila go biorąca początek w Zadnim Rycerowym Temná Tichá.

## Szlaki turystyczne
Przez dolinę przebiega oznakowany kolorem czerwonym szlak turystyczny na przełęcz Zawory (Závory), z której jest możliwe zejście do leżącej w Dolinie Koprowej Dolinki Kobylej (Kobylia dolinka) – zielony kolor szlaku.
  – czerwony szlak z Liptowskiego Koszaru na przełęcz Zawory i Gładką Przełęcz.
- Czas przejścia od rozdroża na Zawory: 2:20 h, ↓ 1:40 h
- Czas przejścia z Zaworów na Gładką Przełęcz: po 15 min w obie strony.